# 307
307 (CCCVII na numeração romana) foi um ano comum do século V do Calendário Juliano, da Era de Cristo, teve início a uma quarta-feira  e terminou também a uma quarta-feira, a sua letra dominical foi E (52 semanas)
| Ano completo                        |
| ----------------------------------- |
| Ano comum com início à quarta-feira |

## Acontecimentos
- 31 de Março - Depois de se divorciar da sua mulher, Minerva, , Constantino I casa com Fausta, a filha do Imperador Romano Maximiano, já retirado da vida pública.
- Galério invade, sem sucesso, a Itália e nomeia Licínio como Augusto.
- Jin Huai Di torna-se imperador da China.
- Marcelo I é eleito Papa.

## Mortes
- Valério Severo, imperador romano deposto (assassinado).
- Jin Hui Di, imperador da China